# 12-я пехотная дивизия (Франция)

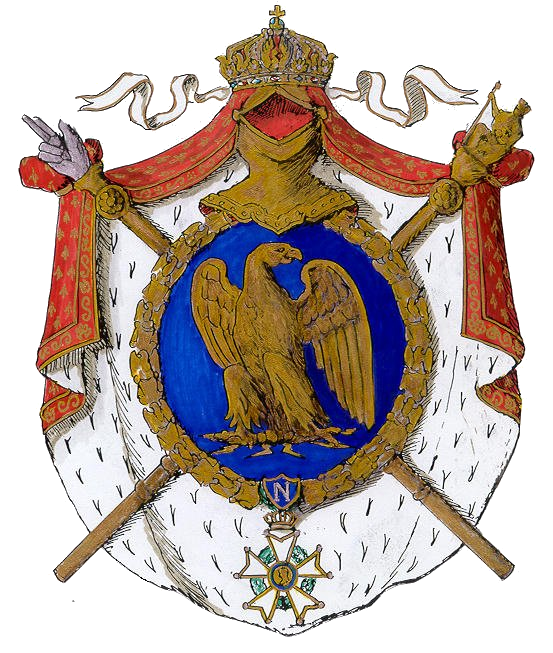

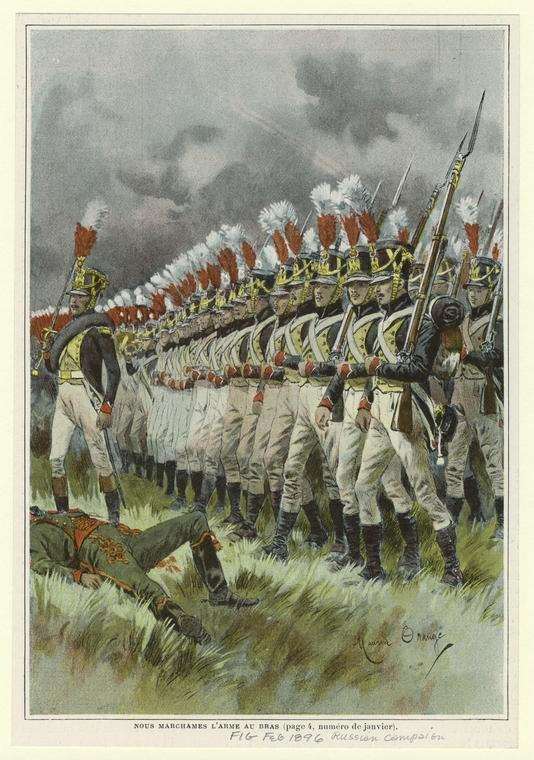
Французы атакуют. Русская кампания 1812 года. Рисунок 1896 года.

12-я пехотная дивизия (фр. 12e division d'infanterie) — пехотная дивизия Франции периода наполеоновских войн.

## Подчинение и номер дивизии
- 12-я пехотная дивизия наблюдательного корпуса Берегов Океана Великой Армии (9 января 1812 года);
- 12-я пехотная дивизия 3-го армейского корпуса Великой Армии (1 апреля 1812 года);
- 12-я пехотная дивизия 9-го армейского корпуса Великой Армии (3 апреля 1812 года);
- 1-я пехотная дивизия 1-го армейского корпуса Великой Армии (12 марта 1813 года);
- 12-я пехотная дивизия 4-го армейского корпуса Великой Армии (23 марта 1813 года).

## Состав дивизии
на июнь 1812 года:
- командир — дивизионный генерал Луи Партуно
- начальник штаба — полковник штаба Жак Александр Буайе
- 1-я бригада (командир — бригадный генерал Пьер Бильяр)
  - 10-й полк лёгкой пехоты
  - 29-й полк линейной пехоты
- 2-я бригада (командир — бригадный генерал Луи Камю)
  - временный пехотный полк
  - 125-й полк линейной пехоты
- 3-я бригада (командир — бригадный генерал Пьер Бланмон)
  - 44-й полк линейной пехоты
  - 126-й полк линейной пехоты
    - Всего: 13970 человек, 17 батальонов, 14 орудий[1]

на октябрь 1813 года:
- командир — дивизионный генерал Шарль Моран
- 1-я бригада (командир — бригадный генерал Антуан Беллер)
  - 8-й полк лёгкой пехоты
- 2-я бригада (командир — бригадный генерал Жан-Франсуа Туссен)
  - 13-й полк линейной пехоты
- 3-я бригада (командир — бригадный генерал Этьен Юло)
  - 23-й полк линейной пехоты
  - 137-й полк линейной пехоты
    - Всего: 5705 человек, 14 батальонов, 12 орудий[2]

## Командование дивизии

### Командиры дивизии
- дивизионный генерал Луи Партуно (28 января 1812 – 29 ноября 1812)
- дивизионный генерал Шарль Моран (17 марта 1813 – 16 ноября 1813)
- бригадный (с 21 ноября 1813 - дивизионный) генерал Франсуа-Этьен Дамас (18 ноября 1813 – 12 мая 1814)